# جيمي ستانتون
جيمي ستانتون (بالإنجليزية: Jimmy Stanton)‏ (18 نوفمبر 1860 بويست بروميتش في المملكة المتحدة - 1 أغسطس 1932) هو لاعب كرة قدم بريطاني (وحمل سابقاً جنسية المملكة المتحدة لبريطانيا العظمى وأيرلندا) في مركز الظهير. لعب مع مانشستر يونايتد ووست بروميتش ألبيون.